# 변계량
변계량(卞季良, 1369년 ~ 1430년)은 고려 말 조선 초의 문신이다. 본관은 밀양(密陽)이며, 아버지는 판중추원사(判中樞院事) 변옥란(卞玉蘭)이고, 형은 우부승지를 지낸 변중량(卞仲良)이다. 자는 거경(巨卿), 호는 춘정(春亭)이다. 예조판서를 지내고, 20년 동안 집현전 대제학을 역임하였다. 시호는 문숙(文肅)이다.  配는 밀성박씨 박언충의 女이며, 사위는 趙乘 공조좌랑이다.
실용주의적 경세사관으로 조선조의 기틀을 마련한 경세가로 평가된다. 변계량은 조선 초기 세종의 스승으로, 태조, 태종, 세종 3대의 국가의 제천 의식 등 국가 서류 90%를 작성했다는 문필의 달인이었고, 세종에게 집현전 설치와 대마도 정벌을 건의하고, 공정한 과거제를 운영하였다.

## 생애
어려서부터 총명해 네 살에 고시의 대구(對句)를 외우고 여섯 살에 글을 지었다. 이색·정몽주 밑에서 가르침을 받고, 1382년(고려 우왕 8년) 진사시에 합격하고, 이듬해는 생원시에도 합격하였다. 1385년 문과에 급제하여 전교주부(典校注簿)·비순위정용랑장(備巡衛精勇郎將) 겸 진덕박사(進德博士)를 지냈다.
1392년 조선이 건국되자 천우위중령중랑장(千牛衛中領中郎將) 겸 전의감승(典醫監丞)에 임명되었으나 나아가지 않았다. 이후 의학교수관(醫學敎授官)을 거쳐 1396년(태조 4)에는 교서감승(校書監丞)에 지제교(知製敎)를 겸하였다. 태종 초에는 성균관 학정(成均館學正)·직예문관(直藝文館)·사재소감(司宰少監)·예문관 응교(應敎)·직제학 등을 지냈다.
1407년(태종 7) 문과 중시에 을과 제1인으로 뽑혀 당상관에 오르고 예조우참의(禮曹右參議)가 되었다. 이듬해 세자좌보덕(世子左輔德)이 되고, 그 뒤 예문관제학·춘추관동지사 겸 내섬시판사·경연동지사 등을 거쳐, 1415년 세자우부빈객(世子右副賓客)이 되었다. 이 때 가뭄이 심해 상왕이 크게 근심하자, 하늘에 제사하는 것이 예는 아니나 상황이 절박하니 원단(圓壇)에 빌기를 청하였다. 이에 태종이 변계량에게 제문을 짓게 하고 영의정 유정현(柳廷顯)을 보내 제사드리게 하니 과연 큰비가 내렸다. 그 뒤 태종 말까지 수문전제학·좌부빈객·예문관대제학 겸 성균관대사성·우빈객·예조판서·경연지사·춘추관지사·의정부참찬 등을 역임하였다. 특히 1419년에는 대부분의 관료들이 반대한 왜구 토벌을 강력히 주장, 이종무(李從茂)를 앞세운 기해동정(己亥東征)을 성공케 하는 데 공헌하였다.
1420년(세종 2) 집현전이 설치된 뒤 그 대제학이 되었고, 1426년(세종 8년) 우군도총제부판사(右軍都摠制府判事)가 되었다. 특히 문장에 뛰어나 거의 20년 간 대제학을 맡아 외교 문서를 작성하였다. 과거 시관으로 지극히 공정을 기해 고려 말의 폐단을 개혁하였다. 뛰어난 문장으로 세종의 명을 받아 흥덕사(興德寺)에서 《국조보감》(國朝寶鑑)을 엮는 임무를 맡아 머무르는 동안, 세종이 궁중의 귀한 음식을 하사하였고, 조정의 고관도 동료들 또한 자주 변계량에게 술과 음식을 보내 위로하였다.

## 저서
고려 말 조선 초 정도전(鄭道傳)·권근으로 이어지는 관인문학가의 대표적 인물로서 「화산별곡(華山別曲)」·「태행태상왕시책문(太行太上王諡冊文)」을 지어 조선 건국을 찬양하였다. 저서로 『춘정집(春亭集)』 3권 5책이 전한다.
『태조실록(太祖實錄)』·『국조보감(國朝寶鑑)』의 편찬과 『고려사(高麗史)』 개수(改修)에 참여했고, 기자묘(箕子墓)의 비문과 「낙천정기(樂天亭記)」·「헌릉지문(獻陵誌文)」을 찬하였다.
그 외 역대 신하들의 말이나 행실로써 경계가 되고 본받을만한 것을 모아 쓴 『정부상규설(政府相規說)』이 있다. 『청구영언(靑丘永言)』에 시조 2수가 전한다.
- 한국어 위키문헌에 이 글과 관련된 원문이 있습니다. 한시 〈호만사봉구지승〉(號萬寺逢舊知僧)

## 사후
거창의 병암서원(屛巖書院)에 제향되었다. 시호는 문숙(文肅)이다.

## 평가
특히 변계량은 조선시대 대제학을 20년 지낸 당대 최고의 학문 권위자다. 권력이나 이권하고는 무관한 학문을 다루는 최고 직책 대제학은 명예를 중요시하는 사대부들의 선망의 대상으로 “정승 10명이 대제학 한 명만 못하다”라는 말을 남겼다. 대제학은 ‘학문을 저울질하여 올바르게 평가한다’고 했으며 학문과 관련되는 모든 관직을 거친 대과 급제자만 오를 수 있었다. 품계는 정2품으로 판서와 동급이지만 정승이나 판서보다 높게 대우 받았다. 대제학은 오늘날 관직상으로 교육부 장관에 해당되나, 공적으로 철저히 검증된 대과급제자에 한해서 정치적 경륜을 갖추고 학문적으로는 당대에 최고의 성리학자로 공인된 인물만이 임명될 수 있다는 점에서 최고의 명예로운 관직이었다. 관직상으로는 일인지하만인지상(一人之下萬人之上)의 영의정, 좌의정, 우의정을 지낸 인물 가운데에서도 대제학을 지낸 인물이 소수라는 것은 정치적 또는 관료적 성격이 우선이 아니라 성리학의 학문성을 우선했다는 것이다. 따라서 대제학과 우의정, 좌의정, 영의정을 지낸 인물의 가문은 명문 가문 중에 명문 가문으로 존중했다.
변계량의 학문은 명나라와 사대외교 하는데, 유교사회를 건설하고 조선의 이념을 전파하는 데 쓰였다. 세종은 집현전 학사 중에서 “앞으로는 본전(사무실)에 출근하지 말고 오로지 집에서 글을 읽어라”고 명한다. 한 가지 조건은, 세 사람이 글을 읽는 규범은 변계량의 지도를 받아야 한다는 것이었다.

## 드라마
- 《용의 눈물》(KBS, 1996년~1998년, 배우:김종결)
- 《대왕세종》(KBS, 2008년, 배우:김영기)